# Avon Championships of Los Angeles 1979
L'Avon Championships of Los Angeles 1979 è stato un torneo di tennis giocato sul sintetico indoor. È stata la 6ª edizione del torneo, che fa parte del WTA Tour 1979. Si è giocato a Los Angeles negli Stati Uniti, dal 12 al 18 febbraio 1979.

## Campionesse

### Singolare
Chris Evert ha battuto in finale  Martina Navrátilová con il punteggio di 6–3, 6–4

### Doppio
Rosemary Casals /  Chris Evert hanno battuto in finale  Martina Navrátilová /  Anne Smith con il punteggio di 6–4, 1–6, 6–3